# Leptogenys arcirostris
Leptogenys arcirostris es una especie de hormiga del género Leptogenys, subfamilia Ponerinae.

## Taxonomía
Esta especie fue descrita científicamente por Santschi en 1926.